# Liste der denkmalgeschützten Objekte in Meggenhofen
Die Liste der denkmalgeschützten Objekte in Meggenhofen enthält die 8 denkmalgeschützten, unbeweglichen Objekte der Gemeinde Meggenhofen in Oberösterreich (Bezirk Grieskirchen).

## Denkmäler
| Foto |                 | Denkmal | Standort                                      | Beschreibung | Metadaten |
| ---- | --------------- | --- | --------------------------------------------- | --- | --- |
| ja   | Datei hochladen | Kath. Pfarrkirche hl. Martin, Friedhof und Steg über den ehem. Wehrgraben HERIS-ID: 52396 Objekt-ID: 59060 | bei Meggenhofen 3 Standort KG: Meggenhofen    | Die heutige Kirche ist ein spätgotischer Bau aus dem 14. oder 15. Jahrhundert. Anfang des 19. Jahrhunderts wurden die Kreuzrippen und gotischen Altäre entfernt. Der angebaute Kirchturm hatte früher eine Birnkuppel, welche aber 1868 entfernt und durch ein spitzes Turmdach ersetzt wurde. Laut der Pfarrchronik wurde schon 1852 statt des alten verfaulten Steges über die Straße (zwischen Kadingerhaus und Friedhofsmauer) ein neuer Steg über den tiefen Graben, die ehemalige Innbachtalstraße, errichtet. Später wurde der Steg in Beton ausgeführt. Der Steg wurde 2007 im Zuge der kompletten Neugestaltung des Zentrums von Meggenhofen mit dem Kadingerhof abgerissen. | BDA-Hist.: Q26160712 Status: § 2a Stand der BDA-Liste: 2025-06-30 Name: Kath. Pfarrkirche hl. Martin, Friedhof und Steg über den ehem. Wehrgraben GstNr.: 37 Sankt Martin (Meggenhofen) |
| ja   | Datei hochladen | Wirtschaftsgebäude HERIS-ID: 85990 Objekt-ID: 100256                                                       | Am Dorfplatz 1 Standort KG: Meggenhofen       | Das Wirtschaftsgebäude des Kardingerhofes wurde im Zuge der Sanierung des Marktplatzes abgerissen. | BDA-Hist.: Q37714396 Status: Bescheid Stand der BDA-Liste: 2025-06-30 Name: Wirtschaftsgebäude GstNr.: 25/3                                                                             |
| ja   | Datei hochladen | Dreifaltigkeitskapelle (vulgo Kardingerhofkapelle) HERIS-ID: 66186 Objekt-ID: 79062                        | Am Dorfplatz 1, bei Standort KG: Meggenhofen  | | BDA-Hist.: Q38112639 Status: Bescheid Stand der BDA-Liste: 2025-06-30 Name: Dreifaltigkeitskapelle GstNr.: 25/3                                                                         |
| ja   | Datei hochladen | Presshaus HERIS-ID: 85992 Objekt-ID: 100258                                                                | Am Dorfplatz 2 Standort KG: Meggenhofen       | Das 1842 errichtete Presshaus wird seit der Restaurierung als Haus der Kultur, der Geschichte und der Landwirtschaft genutzt. | BDA-Hist.: Q37714413 Status: Bescheid Stand der BDA-Liste: 2025-06-30 Name: Presshaus GstNr.: 25/3 Presshaus (Meggenhofen)                                                              |
| ja   | Datei hochladen | Kadingerhof (Kadermayrhof) – Bauernhaus HERIS-ID: 66181 Objekt-ID: 79057                                   | Am Dorfplatz 3 Standort KG: Meggenhofen       | Der ehemalige Kardingerhof dient heute als Martinshaus der katholischen Jugendarbeit. | BDA-Hist.: Q38112621 Status: Bescheid Stand der BDA-Liste: 2025-06-30 Name: Kadingerhof (Kadermayrhof) – Bauernhaus GstNr.: 25/3                                                        |
| ja   | Datei hochladen | Mittelalterlicher Sitz „Mekchenhoven“ HERIS-ID: 59691 Objekt-ID: 71208                                     | neben Meggenhofen 74 Standort KG: Meggenhofen | Die in der Urmappe noch deutliche erkennbare Niederungsburg (Inselburgstall, kreisförmiger Wassergraben) ist vor geraumer Zeit eingeebnet worden. | BDA-Hist.: Q14490558 Status: Bescheid Stand der BDA-Liste: 2025-06-30 Name: Mittelalterlicher Sitz „Mekchenhoven“ GstNr.: 18                                                            |
| ja   | Datei hochladen | Pfarrhof HERIS-ID: 66207 Objekt-ID: 79083                                                                  | Pfarrhofsberg 1 Standort KG: Pfarrhofsberg    | Anmerkung: Der ehemalige Pfarrhof wird heute privat genutzt und ist nicht öffentlich zugänglich. | BDA-Hist.: Q38112670 Status: § 2a Stand der BDA-Liste: 2025-06-30 Name: Pfarrhof GstNr.: 319                                                                                            |
| ja   | Datei hochladen | Kath. Filialkirche hl. Vitus (Veitsbergkirche) HERIS-ID: 66226 Objekt-ID: 79102                            | bei Linet 6 Standort KG: Pfarrhofsberg        | Die Kirche besitzt einen Turm mit zwiebelförmigen Kuppel. Im Inneren befinden sich drei Altäre, wobei der Hauptaltar das Bild des hl. Vitus zeigt. Auch die beiden Seitenaltäre bestehen aus kunstvoll gemalten Altarbildern. | BDA-Hist.: Q38112678 Status: § 2a Stand der BDA-Liste: 2025-06-30 Name: Kath. Filialkirche hl. Vitus (Veitsbergkirche) GstNr.: 216 Filialkirche Hl. Vitus, Meggenhofen                  |